# Aeroportul Golfito
Aeroportul Golfito (IATA: GLF, ICAO: MRGF) este un aeroport din Golfito, Golfito Canton⁠(d), Puntarenas Province⁠(d), Costa Rica ce deservește zona Golfito. Aeroportul a fost tranzitat în 2015 de 18.024 de pasageri. A fost numit după zona deservită.
Situat la o altitudine de 19 m, aeroportul dispune de o singură pistă.